# Pneumatico slick

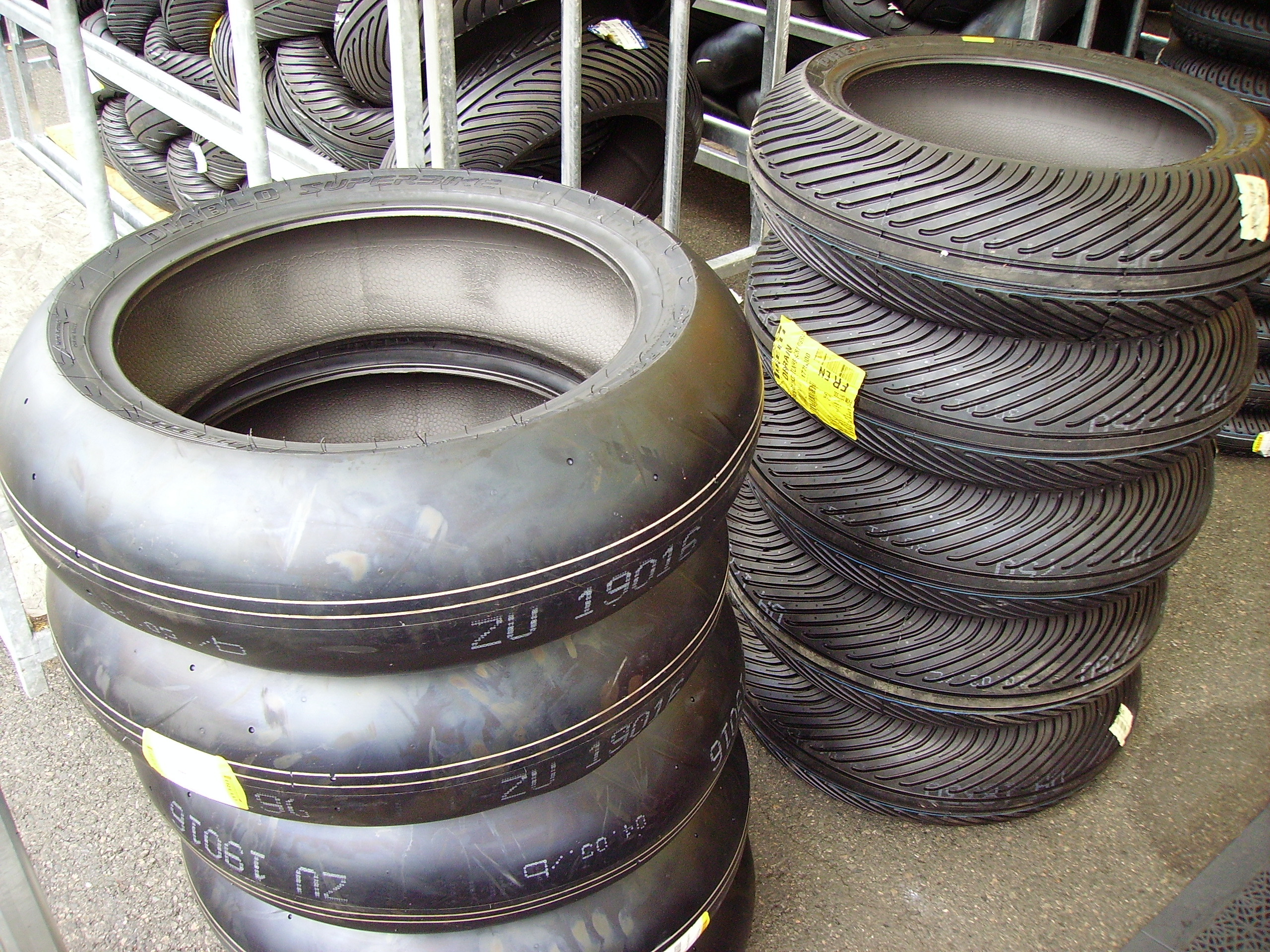
Pneumatici slick per motociclette, mentre a destra sono visibili pneumatici da pioggia

Uno pneumatico slick o liscio è un tipo di pneumatico che non presenta scanalature, impiegato specialmente negli sport motoristici di velocità su circuito oltreché nel ciclismo su strada e su pista.

## Caratteristiche

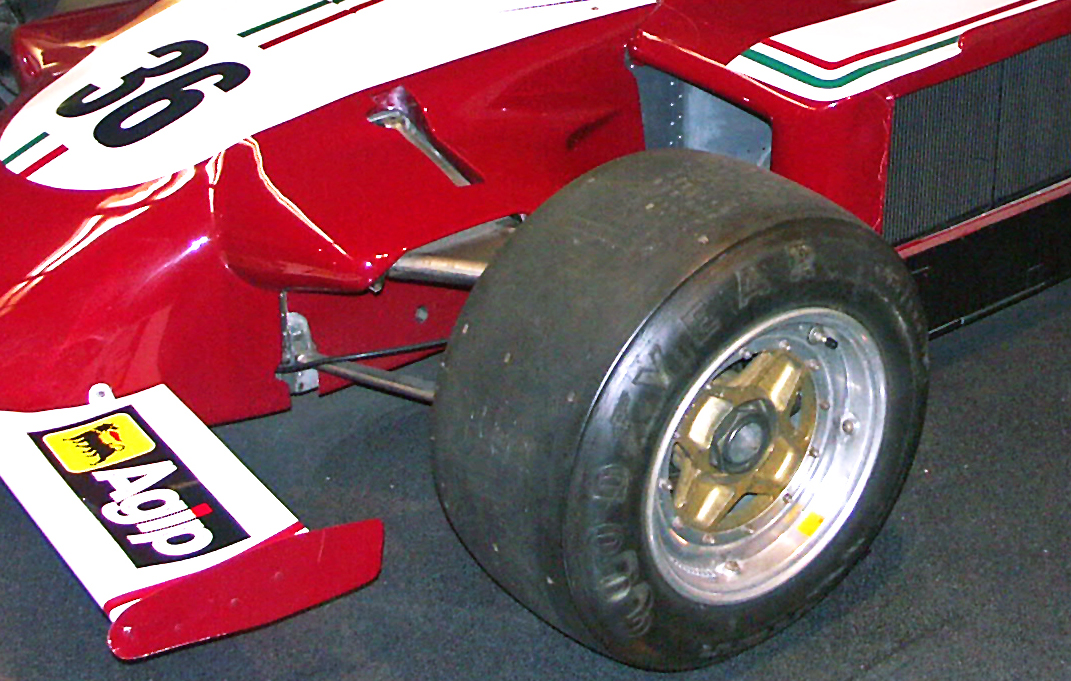
Uno pneumatico slick di una monoposto di Formula 1, l'Alfa Romeo 177 del 1979.

Sprovvisti di ogni scanalatura nella gomma, questi pneumatici riescono a fornire la maggior superficie d'aderenza possibile con l'asfalto, massimizzando la trazione. 
Pneumatici di questo tipo sono adatti per gare su circuiti asfaltati, dove lo sterzo e la frenatura richiedono la massima trazione da ogni ruota; nelle gare d'accelerazione di dragster, che non prevedono curve ma solo tracciati rettilinei, sono spesso impiegate sulle sole ruote motrici.
Gli pneumatici slick non sono adatti per la normale guida su strada, poiché non garantirebbero sufficiente aderenza in caso di presenza d'acqua sull'asfalto: una superficie bagnata fa perdere notevolmente aderenza a causa del fenomeno dell'aquaplaning, causato dallo strato d'acqua che si frappone tra la gomma e l'asfalto. 
Le gomme scanalate sono studiate appositamente per convogliare l'acqua dall'area di maggior contatto verso l'esterno, garantendo così l'aderenza anche sul bagnato. Anche a livello agonistico, qualora durante una gara iniziasse a piovere, i piloti chiedono l'immediata sostituzione del treno di gomme slick con gomme scanalate per poter mantenere il controllo sulla vettura.

## Uso

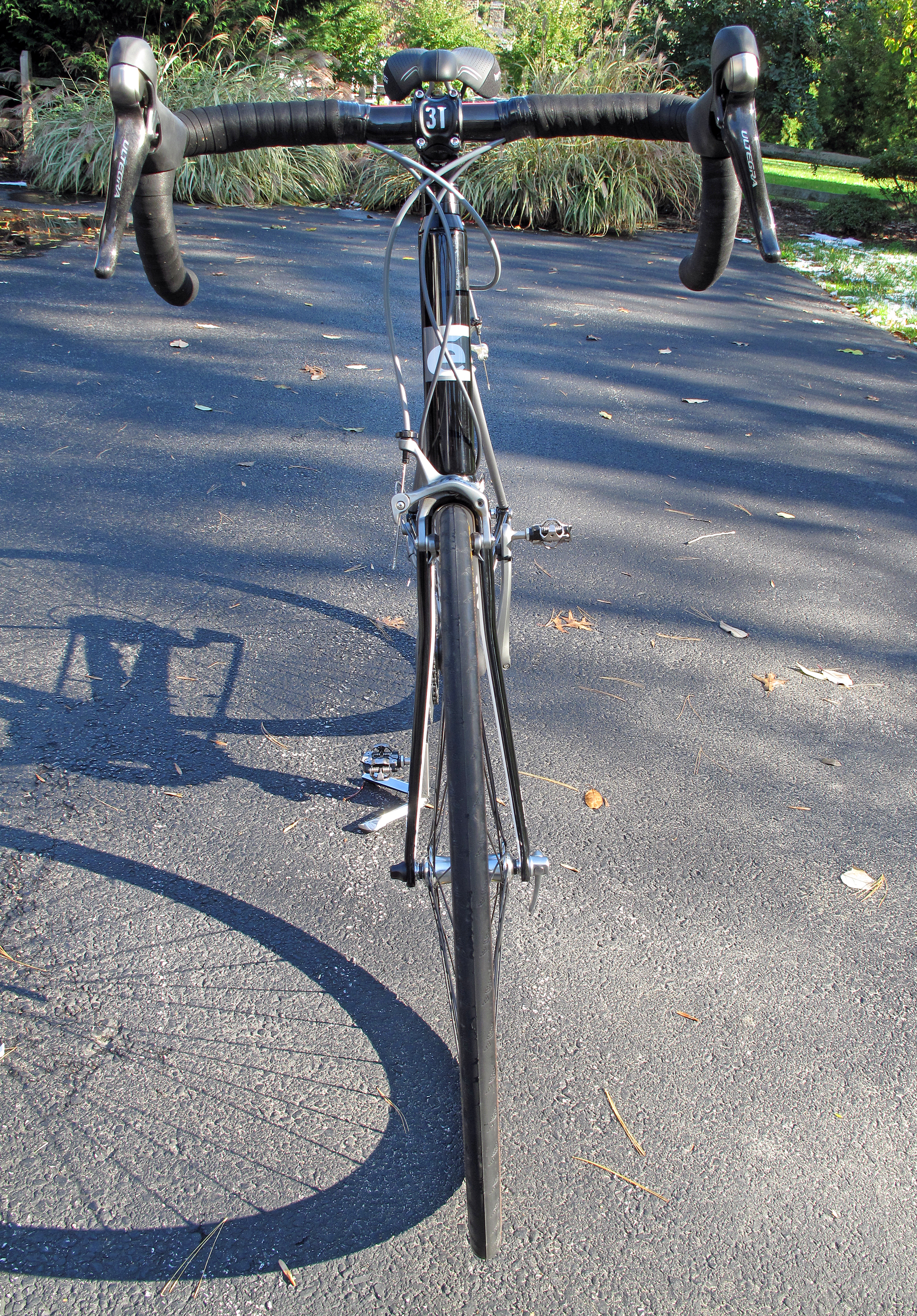
Pneumatici slick su una bici da corsa

Le prime gomme di questo tipo furono realizzate dalla M&H Tires nei primi anni 50 del XX secolo, per essere usate su vetture dragster.
In Formula 1 gli pneumatici slick sono stati usati fino alla stagione 1997, e sono stati reintrodotti dalla stagione 2009.
Vengono utilizzate anche sulle gare di prototipi e di go kart.